# 柏林寺水库
柏林寺水库是中国四川省内江市隆昌县石碾镇境内的一座水库，位于沱江小支流隆昌河上，建于1958年。水库正常库容为360万立方米，集雨面积为29平方千米，海拔为381米。